# Biologi B
Biologi B var en fortsättningskurs i biologi på vissa inriktningar av gymnasiets Naturvetenskapsprogram. Kursen omfattade 50 poäng. Kursen ersattes vid gymnasiereformen 2011 med Biologi 2 och denna omfattar istället 100 poäng.

## Mål
- Eleven skall kunna planera, genomföra och tolka fysiologiska experiment samt redovisa arbetet både muntligt och skriftligt
- ha kunskap om prokaryota och eukaryota cellers byggnad och funktion samt virus byggnad och livscykel
- ha kunskap om sambandet mellan evolution och organismernas funktionella byggnad och livsprocesser
- ha kunskap om reglering av och samspel mellan människans organsystem